# 華勒莉亞·裴瑞拉
華勒莉亞·裴瑞拉（西班牙語：Valeria Pereyra，1996年2月12日—）是一名阿根廷女子體操運動員，她曾經代表國家參加2012年倫敦奧運的體操女子個人全能比賽，並未獲得獎牌。